# SN 2002jb
SN 2002jb – supernowa typu Ia odkryta 9 listopada 2002 roku w galaktyce A232944-0936. W momencie odkrycia miała maksymalną jasność 21,40m.